# 鈴木信吉
鈴木 信吉（すずき しんきち、1869年（明治2年3月） - ?）は、日本の銀行家。名古屋の尾張藩の旧臣の家に生まれる。1898年に愛知銀行に入行し、営業部長、査業部長、常務取締役を歴任。1929年に尾張徳川家の家令となり、1931年の財団法人尾張徳川黎明会設立に尽力。第2次世界大戦後、財産税の適用により尾張徳川家と黎明会が財務危機を迎えた際に、東京都豊島区目白の尾張徳川家本邸の賃貸物件化、八雲産業株式会社の設立などにより、2016年現在まで続く同家と財団の財務基盤を整備した。

## 経歴
1869年、名古屋で尾張藩の旧臣の家に生まれる。
1898年（明治31年）10月10日に愛知銀行に入行。豊橋支店、津支店を経て、本店検査役。1911年（明治44年）9月29日、営業部長、1919年（大正8年）1月22日、取締役・営業部長。1920年（大正9年）3月12日に査業部長に転じた。
愛知銀行時代は、尾張徳川家との関係から、北海道における同家の開墾事業や、北海銀行に関与。祖父江重兵衛が経営に失敗した愛知物産の常務となり、経営を再建した。
1929年（昭和4年）1月25日、常務取締役、同年4月8日、営業部監督嘱託。同年7月26日、尾張徳川家の家令となるため、取締役を辞任。その後愛知銀行では、1941年（昭和16年）6月まで監査役を務めた。
尾張徳川家の家令となった後は、1931年の財団法人尾張徳川黎明会設立に尽力。
第2次世界大戦後、財産税の適用により尾張徳川家と黎明会が財務危機を迎える中、東京都豊島区目白の尾張徳川家本邸を賃貸物件化し、八雲産業株式会社を設立するなどして、2016年現在まで続く同財団の基盤を整備した。

## 人物
手島 (1915)では、当時の愛知銀行頭取・渡邊義郎が法律家然とした厳格な人物だったのに対し、鈴木は柔和な商人風の人物で、事を円満に運ぶことのできる調整役と評している。馬場 (1925)では「温厚のうちにも何処か才走った人物」と評している。